# 水螅屬
水螅（螅音同西，学名：Hydra），屬於刺絲胞動物門中的水螅綱，多細胞無脊椎動物，包含有芽體（Bud）、精巢（Testes）；最常見的有褐水螅（H. fusca），綠水螅（H. viridis）。水螅和“水螅体”並無關係，兩者只是名字和長相相似。

## 身体结构
管狀且放射對稱的身体延展後可達10毫米，肉眼可看见，上端有口，周围生5～12条小触手，满布刺细胞，用于探寻、捕获猎物、进行防御、辅助移动；身体和触手可以收缩，伸长时可达数倍；基底可以在附着物上滑走，或者以尺蠖状方式行动。水螅一般很小，只有几毫米，一般在显微镜下研究。水螅主要由幹細胞組成，極少完全分化細胞。

## 神经组织
动物神经网(nerve net)。

## 生长环境
水螅多見於海中，少數種類產於淡水；常附着于池沼水草枝叶和石块上；通常為出芽繁殖；环境恶劣时表皮上可生出乳头状突起，是卵巢和精巢进行自体的有性繁殖。